# Histoire de la province de Milan
L'histoire de la province de Milan débute bien avant l'ère chrétienne et subit le passage des toutes les hordes barbares et la convoitise de tous les pays d'Europe.

## Avant J.-C.
En 600 av. J.-C., le territoire sur lequel Milan est situé fut envahi par les Insubres, qui ayant passé le Mont-Genèvre sous la conduite de Bellovèse, s’établirent en Italie. Bien que la date de la fondation de Milan ne soit pas établie avec précision, il est certain qu'elle existait déjà à cette date et qu'elle fut considérablement agrandie par ce chef gaulois.
En 222 av. J.-C., les Romains firent la conquête de la Gaule cisalpine après la défaite de Viridomaros, dernier chef gaulois, vaincu et tué par le consul Claudius Marcellus lors de la bataille de Clastidium. Ils s'emparèrent de Milan et réduisirent son territoire en province romaine. 
Sous ses nouveaux maîtres, Milan s’agrandit et s’embellit encore ; et si les vestiges romains sont si rares dans cette ville, cela tient uniquement aux ravages exercés par Attila en 452 et la destruction ordonnée en 1162 par Frédéric Ier.

## Moyen Âge
Au IIIe siècle, Milan prit de l’importance sous l’empereur Maximien Hercule (285-310), qui en fit sa capitale et l’entoura de fortes murailles (Fossa Romana). C’est là qu’il abdiqua le 1er mai 305.
En 452, Attila la ravagea. Théodoric et les Goths la possédèrent ensuite pendant 70 ans, jusqu’à ce qu’ils en fussent chassés par Bélisaire.
En 568, les Longobards ou Lombards s'établirent à leur tour dans le pays. Charlemagne les vainquit en 774 et annexa leur royaume et sept États.
Au XIe siècle, se propagea en Italie le mouvement d’affranchissement des Communes. Les querelles entre les papes et les empereurs, connues sous le nom des guerres des Guelfes et Gibelins, l’ensanglantèrent, mais furent favorables à sa liberté. Milan s’érigea en République vers le milieu du XIe siècle. 
En 1111, Milan rasa Lodi et soumit ses habitants au plus dur despotisme ; en 1127 elle en fit autant de Côme et quelques années plus tard les Milanais défirent les gens de Pavie et de Crémone. Les empereurs allemands profitèrent de ces divisions.
En 1162, Frédéric Barberousse, qui était déjà descendu à deux reprises en Italie, assiégea, prit et détruisit Milan épuisée par la famine et appela à cette dévastation les habitants de Pavie, de Crémone, de Lodi et de Côme, aux vengeances desquels certains quartiers furent assignés. La Ligue lombarde prit à l’honneur de relever ses murailles.
En 1167, la nécessité de la défense réunit plusieurs communes dans un même but et donna lieu à la Ligue lombarde qui se forma sous les auspices du pape Alexandre III. Mais les villes italiennes renouvelèrent le spectacle des rivalités de l’ancienne Grèce.
En 1176, Frédéric Barberousse, descendu une sixième fois en Italie, était vaincu par les Milanais, réunis aux troupes de la Ligue, à la célèbre bataille de Legnano. Le Milanais déchiré par les luttes entre le peuple et les nobles, par les luttes des nobles entre eux, ne put toutefois se maintenir en république et eut successivement pour maîtres les chefs des factions formées dans son sein : les Torriani ou Della Torre, les Visconti et les Sforza.
À la fin du XIIIe siècle, on comptait dans le nord de l’Italie presque autant de princes qu’il y avait eu de villes libres, dans le siècle précédent. Vers 1350, les États de la Lombardie centrale étaient soumis aux Visconti.

## Époque moderne
Quatre autres familles : - Celle d’Este, à Ferrare et Modène, - celle de la Scala à Vérone, - celle de Carrare à Padoue (la dernière des villes lombardes qui eût sacrifié sa liberté) et celle de Gonzague à Mantoue (qui n’obtint jamais de grand accroissement de territoire, et qui, pour cette raison continua d’y régner jusqu’au XVIIIe siècle), pouvaient à peine lutter contre la puissance des Visconti, qui finirent par absorber toute l’Italie du nord.
Les Visconti, seigneurs de Milan, avec les dates de leur avènement sont : -Othon Visconti en 1277, - Mathieu Ier en 1295, - Galéas Ier en 1322, - Azzone en 1328, - Luchino en 1339, - Jean en 1349, - Mathieu Barnabo en 1354, et Galéas II en 1354.
Jean Galéas Visconti, prince souverain en 1378, se saisit de son oncle Barnabo, qui venait le visiter à son passage, et le fit enfermer avec ses deux fils. Barnabo mourut dans le château de Trezzo en 1395, Jean Galéas Visconti, moyennant 100 000 florins, obtint le titre de duc de Milan, de Wenceslas, empereur d’Allemagne, qui lui donna l’année suivante l’autorité souveraine sur toutes les villes de la Lombardie relevant de l’Empire. Des empoisonnements, des assassinats, des cruautés inouïes, consacrèrent les noms de plusieurs membres de la famille Visconti pour la postérité : - Jean-Marie en 1402, - Philippe Marie Visconti en 1412 ; il fit décapiter Béatrice Lascaris de Tende (ou Béatrix de Tende) de la Famille de Vintimille. – En 1450, un des condottieri, si communs alors en Italie, et qui passait tour à tour d’un parti à l’autre, François Sforza qui avait épousé une fille naturelle de Philippe-Marie, assiège, prend Milan et s’y fait proclamer duc. En 1460, il devint seigneur de Gênes. Sforza était fils naturel d’un paysan, Muzio Attendolo, qui se fit, par son épée, une grande fortune.
La succession des Sforza : Galéas-Marie, fils de François, 1466. – Jean-Galéas, 1476. – Ludovic ou Louis-Marie, dit le More, 1494, qui avait usurpé le pouvoir à son neveu, appelle Charles VIII à son secours contre le roi de Naples, défendant contre lui les intérêts de son gendre. Plus tard, Louis XII, réclamant le Milanais du chef de son aïeule, Valentine, fille de Jean-Galéas Visconti, mariée en 1389 au duc d’Orléans, fait prisonnier Ludovic le More en 1500, s’empare du Milanais et obtient l’investiture de l’empereur d’Allemagne. Mais Jules II, ayant conçu le dessein d’affranchir l’Italie, forme la Sainte Ligue pour l’expulsion des Français.
Louis XII, au bout de douze ans, perd le Milanais en 1512. – Maximilien Sforza est dépossédé en 1515. – François Ier, roi de France, reconquiert le Milanais en 1515 à la bataille de Marignan. La bataille de Pavie le lui fait perdre encore en 1525 ; mais elle ne rendit qu’une autorité précaire à François II Sforza, dernier duc, en 1529. Il meurt sans enfant en 1535. - Charles Quint s’empare, comme un fief dévolu à l’empire, du Milanais, qui ne compte plus parmi les États indépendants de l’Italie, et fait partie de la monarchie espagnole jusqu’à la guerre de succession d'Espagne, dont la mort de Charles II en 1700, fut le signal.
En 1714, le Milanais passa alors au pouvoir de la maison d’Autriche, qui acquit ainsi le duché de Mantoue ; quelques portions furent cédées, en 1736 et 1743, au roi de Sardaigne, comme la Lomelline, le Val Sesia, le Tortonais, le Novarais.
Au XVIIIe siècle les vieilles familles de la noblesse milanaise, telles que les Archinto, les Casati, les Clerici commandent à Giambattista Tiepolo des fresques pour ses palais.
Les Français, qui avaient pris Milan en 1733 et 1745, envahirent le Milanais en 1796. Le traité de Campo-Formio de 1797, rendit une apparence d’indépendance à Milan, qui devint le chef-lieu de la République cisalpine. En 1805, le Milanais fit partie du royaume d’Italie. En 1815, Milan devint, sous la domination de l’Autriche la capitale du royaume de Lombardie-Vénétie.

## Risorgimento

La province de Milan au sein des 17 provinces du royaume de Sardaigne en 1859

Le 18 mars 1848, les Milanais se soulèvent, et, après cinq jours de combat, les troupes autrichiennes se retirent de la ville et se concentrent dans les forteresses du quadrilatère. Un gouvernement provisoire fut établi et se maintint cinq mois, tant que dura la guerre entreprise par le roi de Sardaigne, Charles-Albert. Les Autrichiens rentrèrent dans Milan le 6 août. – à la paix de Villafranca, en 1859, l’empereur d’Autriche céda la Lombardie à l’empereur Napoléon III, qui la remit au roi de Sardaigne puis d’Italie, Victor-Emmanuel II de Savoie.
Après la défaite piémontaise de  Novare (22-23 mars 1849) et l'abandon de Milan, Giuseppe Garibaldi participe aux combats pour la défense de la république romaine menacée par les troupes françaises et napolitaines qui défendent les intérêts du pape Pie IX.
Garibaldi participe à la seconde guerre d'indépendance réalisant une brillante compagne en Lombardie septentrionale. Après avoir battu l'armée autrichienne à la bataille de San Fermo, il occupe la ville de Côme.